# Hale Center
Hale Center è un comune (city) degli Stati Uniti d'America della contea di Hale nello Stato del Texas. La popolazione era di 2 252 abitanti al censimento del 2010.

## Geografia fisica
Hale Center è situata a 34°03′51″N 101°50′38″W (34.0642436 -101.8437866).
Secondo lo United States Census Bureau, la città ha una superficie totale di 3,72 km², dei quali 3,72 km² di territorio e 0 km² di acque interne (0% del totale).
Hale Center si trova sulle alti pianure del Llano Estacado, all'incrocio tra l'Interstate 27 e la Farm to Market Road 1914, nella parte centrale della contea di Hale. La comunità si trova 11 miglia (18 km) a sud-ovest del capoluogo di contea di Plainview e circa 33 miglia (53 km) a nord di Lubbock.

## Società

### Evoluzione demografica
Secondo il censimento del 2010, la popolazione era di 2 252 abitanti.

### Etnie e minoranze straniere
Secondo il censimento del 2010, la composizione etnica della città era formata dal 69,89% di bianchi, il 4,17% di afroamericani, lo 0,71% di nativi americani, lo 0,04% di asiatici, lo 0% di oceanici, il 23,18% di altre razze, e il 2% di due o più etnie. Ispanici o latinos di qualunque razza erano il 63,23% della popolazione.